# Municipio de Progreso (Uruguay)
El Municipio de Progreso es uno de los municipios del departamento de Canelones, Uruguay. Tiene como sede la ciudad homónima.

## Ubicación
El municipio se encuentra localizado en la zona sureste del departamento de Canelones, y formando parte del área metropolitana de Montevideo. Limita al norte con el municipio de Canelones, al este con el municipio de Sauce, al sur con el municipio de Las Piedras y el de 18 de Mayo y al oeste con el municipio de Los Cerrillos.

## Características
El municipio fue creado por ley 18.653 del 15 de marzo de 2010, y forma parte del departamento de Canelones. Su territorio comprende al distrito electoral CDB de ese departamento. 
Se trata de una zona cuya principal actividad económica es la agroalimentaria. Además muchos de sus habitantes trabajan en la ciudad de Montevideo o Las Piedras.
Sobre la base de datos del censo de 2011, el municipio cuenta con una población de 14 292 habitantes. El 82,5 % de la población del municipio es urbana. La proporción de personas con al menos una NBI es de 36,0 %, valor superior al promedio nacional (33,8%), así como al promedio departamental (33,6%).
Forman parte de este municipio las siguientes localidades:
- Progreso
- Canelón Chico
- Villa Felicidad
- Villa Instituto Adventista

## Creación de otro municipio
En marzo de 2013 se creó el municipio de 18 de Mayo, con partes de los municipios de Las Piedras y Progreso, en las inmediaciones de la Ruta 5 vieja.

## Autoridades
Las autoridades del municipio son el alcalde y cuatro concejales.
| Nº | Alcalde                   | Partido          | Inicio del mandato      | Fin del mandato         | Observaciones     | Concejales                                                                              |
| -- | ------------------------- | ---------------- | ----------------------- | ----------------------- | ----------------- | --------------------------------------------------------------------------------------- |
|    |                           |                  |                         |                         |                   |                                                                                         |
| 1  | Cristina Castro           |                  | 2010                    | julio de 2015           | Alcaldesa elegida |                                                                                         |
| 2  | Javier Edguard Petrocelli | Frente Amplio FA | julio de 2015           | 26 de noviembre de 2020 | Alcalde elegido   | Pablo Olivera (FA) Mariana Bauhoffer (FA) Margarita Lallana (FA) María Mosegui (PN)     |
| 3  | Claudio Zelmar Duarte     | Frente Amplio FA | 27 de noviembre de 2020 | 2025                    | Alcalde elegido   | Fiorella Mello (FA) Javier Petrocelli (FA) Valeria ANDRADE (FA) Alejandro Mateaude (PN) |